# Kateřina Emmons

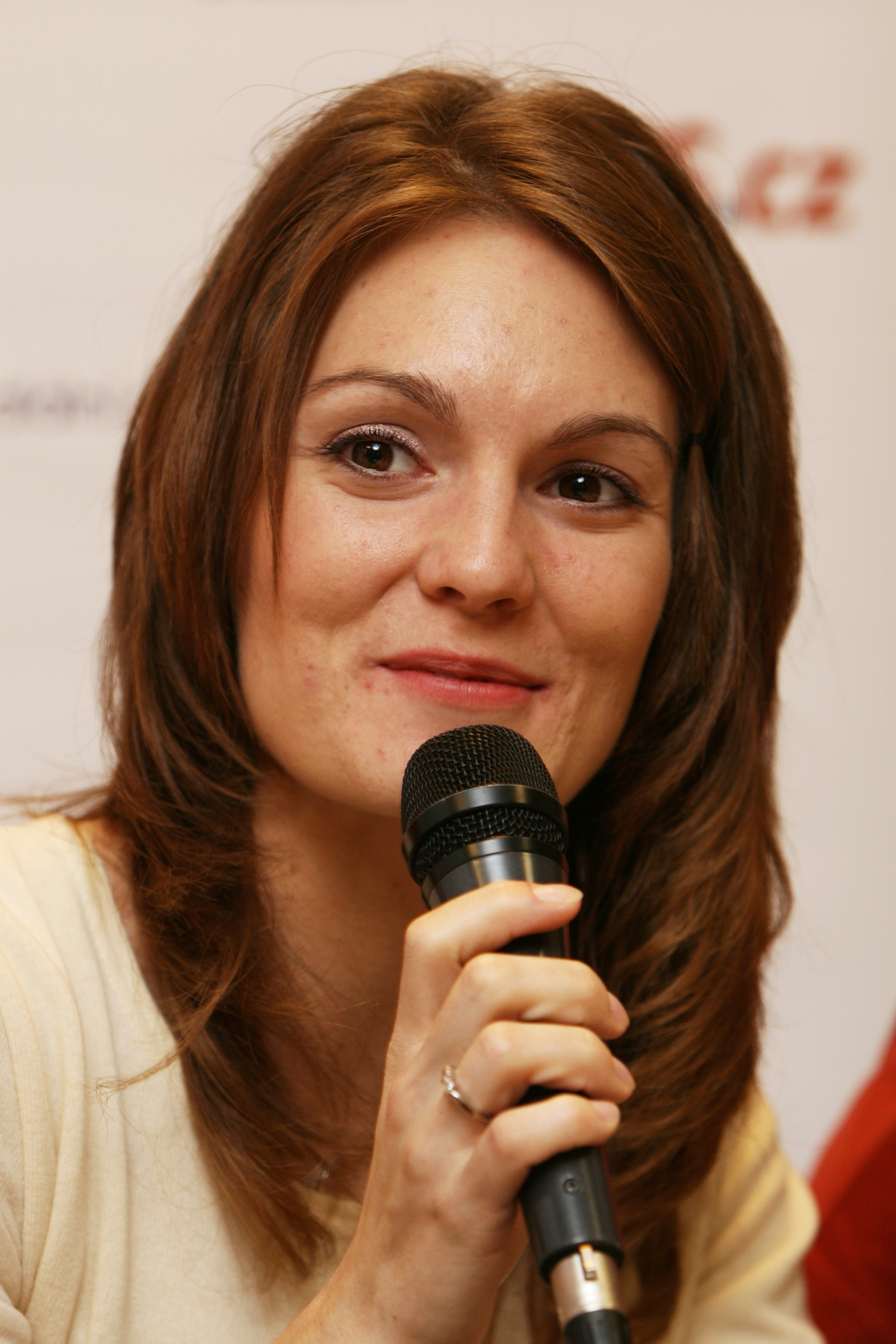
Kateřina Emmons

Kateřina Emmons, född 17 november 1983 i Plzeň, är en tjeckisk sportskytt.
Hon tävlade i olympiska spelen 2004, 2008 samt 2012 och blev olympisk guldmedaljör i luftgevär vid sommarspelen 2008 i Peking.